# Хангџоу
Хангџоу (кин: 杭州, Hángzhōu) град је на истоку Народне Републике Кине. Главни је град покрајине Џеђанг. Налази се на широком ушћу (естуару) реке Ћиантанг. Према попису из 2020. у граду је живело 11.936.010 становника, док шире градско подручје има 6,4 милиона становника.

## Становништво
Према процени, у граду је 2009. живело 1.908.556 становника.
| 1990.     | 2000.     | 2009.     |
| --------- | --------- | --------- |
| 1.118.879 | 1.798.494 | 1.908.556 |

## Партнерски градови
- Унтершлајсхајм
- Бостон
- Кејптаун
- Дрезден
- Leeds
- Alajuela
- Ница
- Овиједо
- Куритиба
- Индијанаполис
- Пиза
- Канкун
- Benito Juárez Municipality

- Хангџоу